# Zemmix
Zemmix — торговая марка Южнокорейского производителя электроники Daewoo Electronics Co., Ltd.. Под маркой Zemmix в период с 1984 по 1995 годы была выпущена серия игровых консолей, совместимых со стандартом MSX. Консоли этой серии никогда не продавались за пределами Южной Кореи.
В настоящее время торговая марка Zemmix более не используется.

## Аппаратное обеспечение
Технически консоли Zemmix представляли собой стандартные MSX-совместимые компьютеры, не имеющие клавиатуры и возможности подключения типичных для бытовых компьютеров внешних накопителей информации, таких как дисковод или магнитофон (однако, подключение дисковода возможно при использовании специальных адаптеров). Выпускались в пластиковых корпусах различной формы и цвета, имели один слот для подключения игрового картриджа, разъёмы для подключения стандартных джойстиков и телевизора.

## Модели консолей
Все консоли рассчитаны на телевизионный стандарт NTSC, имеют низкочастотный и высокочастотный выходы для подключения к телевизору, а также универсальный адаптер для подключения к электросети 110/220 вольт.
В обозначении консолей и дополнительных устройств может присутствовать буква, идущая после номера модели — она обозначает цветовое решение корпуса. Например:
- W — белый и серебристый цвета
- R — красный и чёрный цвета
- B — жёлтый, голубой, и чёрный цвета

### Совместимые со стандартом MSX
- CPC-50 (Zemmix I)
- CPC-51 (Zemmix V)

### Совместимые со стандартом MSX2
- CPC-61 (Zemmix Super V)

### Совместимые со стандартом MSX2+
- CPG-120 (Zemmix Turbo)

Модель CPC-61 имеет в своём составе звуковое устройство, совместимое с Konami Sound Cartridge. Оно не является полным аналогом, и имеет несколько отличающийся звук.
Помимо перечисленных моделей, существовала модель Zemmix SuperBoy. Её полное название и версия стандарта MSX неизвестны. Она была выполнена в виде цветного телевизора со встроенной игровой консолью.

## Дополнительные устройства
- Джойстики:
  - CPJ-905, имеют дизайн, соответствующий дизайну модели CPC-51

## Программное обеспечение
Почти все игры, выпущенных для системы, представляют собой адаптированные версии известных игр для MSX от Konami и других известных японских разработчиков. Информация о том, делалось-ли это по лицензионному соглашению, отсутствует. Встречаются упоминания, что Daewoo отрицает сам факт существования консолей Zemmix.
Производством и адаптацией игр занимался ряд корейских производителей ПО:
- Boram
- Prosoft
- Topia
- Zemina